# Heinrich von Plötzke
Heinrich von Plötzke (né vers 1264 à Płock en Masovie – mort au combat le 27 juillet 1320 sous les murs de Medininkai, Lituanie) est un haut dignitaire de l'ordre Teutonique. C'est un descendant des ducs héréditaires de Plock, bien qu'il ne porte jamais officiellement ce titre par suite d'une querelle entre sa famille et les princes polonais de la dynastie Piast.

## Biographie
Heinrich est commandeur d’Altenburg en 1286 puis commandeur de Halle en 1287, avant d'être affecté en Prusse. Il est nommé commandeur de Balga en 1294. Heinrich est Landmeister de Prusse de 1307 à 1309, avec résidence à Elbing.
Aux côtés du Grand Maître Siegfried von Feuchtwangen, Heinrich commande l'armée qui fait lever le siège de Dantzig contre le margrave de Brandebourg en 1308, mais il refuse de remettre la citadelle au roi Ladislas de Pologne, parce que ce monarque a insuffisamment rétribué les chevaliers teutoniques ; et c'est ainsi qu'eut lieu la prise de Dantzig. Au terme du traité de Soldin (1309), Heinrich rachète au Brandebourg, au nom de l’Ordre, les droits sur la Pomérélie, donnant aux chevaliers teutoniques suzeraineté sur les côtes de Poméranie jusqu'en 1466. 
Durant la croisade lituanienne, Heinrich vainc le grand-duc de Lituanie Vytenis. Il attaque les troupes lituaniennes par surprise à Wozławki. Il capture même le chambellan de Vytenis.
En 1314 il annexe à ces terres la forteresse de Navahroudak.
Puis Heinrich marche sur la Lituanie en 1320 et il est vaincu : il trouve la mort avec 29 de ses chevaliers à la bataille de Medininkai, le 27 juillet 1320.